# Горак, Роман Дмитриевич
Рома́н Дми́триевич Го́рак (род. 1942) — советский и украинский прозаик, химик, литературовед, исследователь творчества И. Я. Франко. Заслуженный работник культуры Украины.

## Биография
Родился 17 января 1942 года во временно оккупированном нацистами Городке (ныне Львовская область, Украина). Учился в ЛГУ имени И. Я. Франко на химическом факультете (1959—1964). Служил в армии (1964—1965). Работал в Бориславском филиале Всесоюзного института органической химии и хлорной промышленности (1965—1968). Учился в аспирантуре на кафедре органической химии Львовского университета им. Франко в 1968—1971 годах. С сентября 1971 до лета 1974 года работал преподавателем Хмельницкого высшего артиллерийского командного училища, в 1973 году защитил кандидатскую диссертацию; научный руководитель — заведующий кафедрой органической химии Н. И. Землянский.
Профессор. После того недолго работал в Украинском НИИ полиграфической промышленности (на улице Артёма, теперь Владимира Великого), в центральной лаборатории завода химических реактивов (на Персенковке), в научно-исследовательском институте серной промышленности (на Стрыйской), пока не попал в исследовательскую лабораторию новых лекарственных форм в Львовском медицинском институте под руководством профессора Н. М. Туркевича.
В то время начал печататься в журнале «Октябрь» львовской организации Союза писателей УССР. Своим «крестным отцом» в литературе считает писателя Ю. И. Коваля, который заведовал отделом в журнале «Октябрь», и которому Горак принёс свой первый роман об Иване Франко. Однако произведение не было напечатано, зато главный редактор «Октября» Р. Н. Федорив посоветовал Гораку взяться за фигуру М. С. Шашкевича. В 1983 году вышел посвящённый Шашкевичу роман Горака «В сумерках».
Член НСПУ с 1988 года. В 2007 написал повесть-эссе про Р. Ризняка.
С февраля 1993 по март 2017 года занимал должность директора Львовского национального литературно-мемориального музея Ивана Франко.

## Награды и премии
- Заслуженный работник культуры Украины
- Премия имени Ивана Франко за эссе «Удар» и повесть-эссе «Ещё удар… Защита», посвященные в тайны последних лет жизни и творчества Великого Каменяра
- Премия имени Михаила Возняка за книгу «Иван Франко. Книга 6. В поте лица»
- Национальная премия Украины имени Тараса Шевченко (2010) — за 10-томное издание «Иван Франко»
- Юбилейная медаль «20 лет независимости Украины» (19 августа 2011)[2]